# Camaná
Camaná este capitala districtului și a provinciei omonime, localizată în regiunea Arequipa, din Peru. Conform ultimului recensământ, în 2005 avea un total de 13 304 locuitori.
Fiind localizată la 180 km de Arequipa, pe autostrada panamericană, iar drumul durează aproximativ trei ore.

## Istoric
Camaná este locul în care spaniolii au întemeiat "Villa Hermosa" în 1539, mutându-se ulterior în valea lui Arequipa în 1540. Orașul Arequipa a luat naștere în această vale bogată și extinsă a Camaná.